# Нитце, Максимилиан
Максимилиа́н Карл-Фри́дрих Ни́тце (18 сентября 1848, Берлин, Пруссия — 23 февраля 1906, там же, Германская империя) — немецкий уролог.

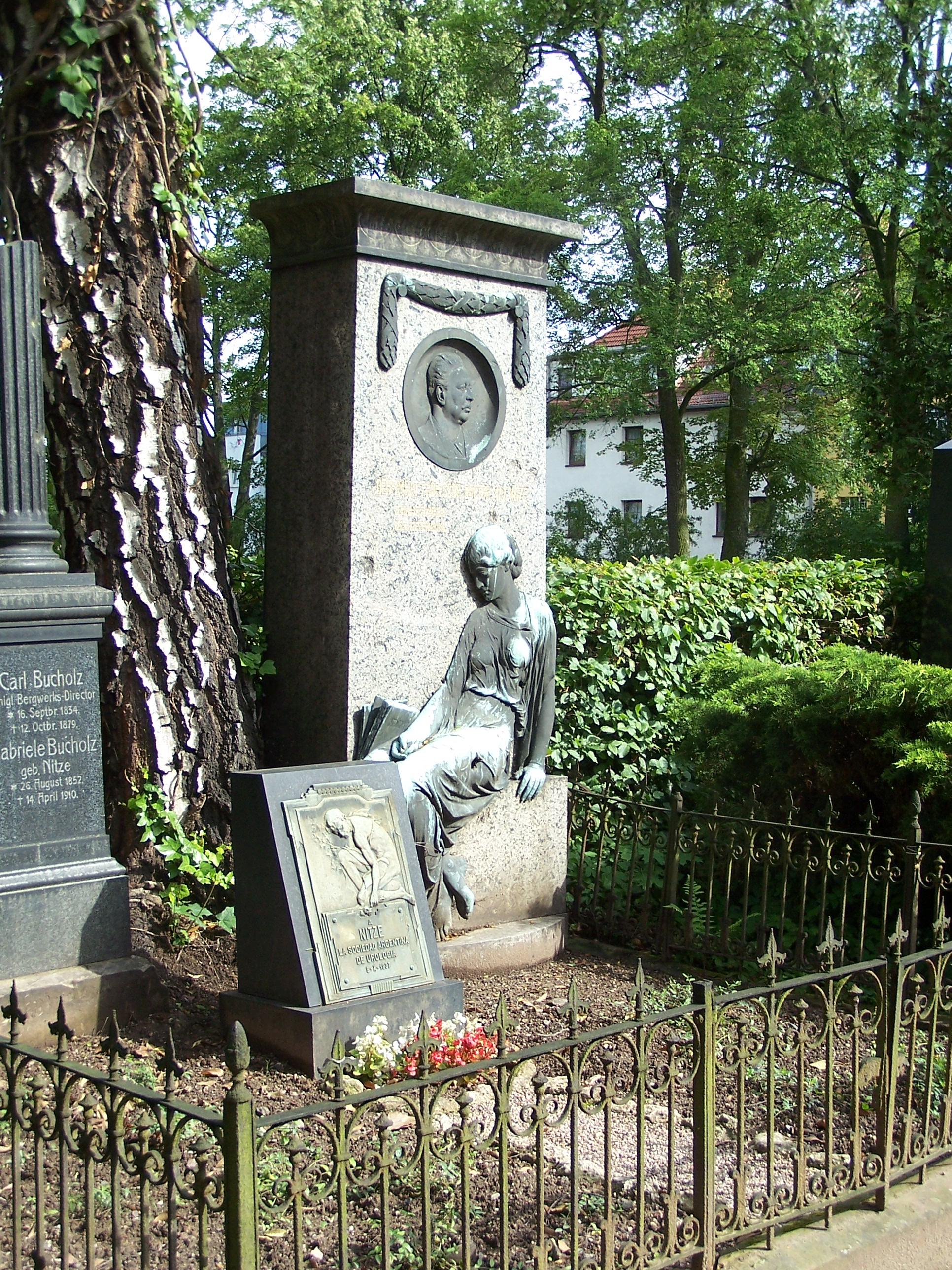
Могила Нитце в Айзенахе с памятной доской Аргентинского урологического общества.

## Биография
Родился в Берлине, учился в средней школе в Вернигероде, которую окончил в 1869 году. Изучал медицину в университетах Гейдельберга, Вюрцбурга и Лейпцига. В 1874 году он получил докторскую степень, с 1876 по 1878 год (иногда вместе с Феликсом Мартином Оберлендером) работал ассистентом и фельдшером в городской больнице в Дрездене, где проводил эксперименты по освещению внутренних полых органов. Однако в Дрездене он не нашел возможности для соответствующего технического проектирования своих испытаний, поэтому он отправился в Вену к производителю приборов, который оказал ему техническую поддержку в его испытаниях. В 1880-х годах Нитце основал частную урологическую больницу в Берлине. В 1889 г. он защитил докторскую диссертацию по урологии в Берлине и после представления конкурсной работы по урологии, устроился преподавать в Берлинский университет, а в 1900 г. стал экстраординарным профессором.
Умер в 1906 году.

## Научная деятельность
Нитце специализировался на исследованиях заболеваний почек и других урологических проблем. Наряду с венским приборостроителем Джозефом Лейтером (1830—1892) ему приписывают изобретение современного цистоскопа — устройства, используемого для диагностики мочевого пузыря. Испытанный на трупе в октябре 1877 года и запатентованный в декабре следующего года цистоскоп Нитце-Лейтера был впервые публично продемонстрирован 9 мая 1879 года. Функционально он использовал электрически нагретую платиновую проволоку для освещения, систему охлаждения проточной ледяной водой и телескопические линзы для визуализации. Изобретение Томасом Эдисоном лампы накаливания позволило усовершенствовать цистоскоп; в 1887 году Нитце сконструировал аппарат, который больше не нуждался в системе охлаждения. Ему также приписывают создание первых эндоскопических фотографий.
В 1901 году немецким врачом Георгом Келлингом (1866—1945) была проведена первая лапароскопия собаки под управлением эндоскопа. В 1910 году Ханс Кристиан Якобеус опубликовал отчёт о двух случаях, в которых он проводил торакоскопическое исследование плевральной полости.
Сегодня медаль (и премия в размере 5000 евро (на 2023 год)) Максимилиана Нитце присуждается Немецким обществом урологов за особый вклад в области урологии.